# Stefan Roloff
Stefan Roloff (* 1953 in Berlin) ist ein deutsch-amerikanischer Maler, Videokünstler und Filmemacher. Stefan Roloff ist Pionier der digitalen Bildbearbeitung in den Bereichen Videokunst, Musikvideo und Fotografie. Er lebt und arbeitet in New York und Berlin.

## Leben
Stefan Roloff absolvierte ein Studium der Malerei an der Hochschule der Künste Berlin. Auf Einladung des New York Institute of Technology und des Musikers Peter Gabriel arbeitete er 1984 an Images II, dem ersten Prototyp computergesteuerter Bildbearbeitung. Dadurch wurde eine neue Entwicklung eingeleitet. Roloff schuf seinen konzeptuell auf Malerei und Fotoanimationen basierenden Film „The Face“, den Prototyp für Gabriels mit einem Grammy Award ausgezeichneten Videos „Sledgehammer“. Gleichzeitig entwickelte er „Big Fire“, eins der ersten von Künstlern erarbeiteten Digitalbilder mit Musik von Andrew Cyrille. Zwischen 1987 und 1989 erarbeitete er neue Fotoanimationskonzepte, die international gezeigt und in ihrer Gesamtheit 1989 im Centre Pompidou ausgestellt wurden. Für seine zwischen 1984 und 1989 entwickelten digitalen Fotokonzepte erhielt Roloff 1989 ein Stipendium der New York Foundation for the Arts. Heute gilt er als Pionier digitaler Foto- und Videokunst. Seit 1982 wurde seine Arbeit in New York, Tokio, Rio de Janeiro, Paris, Berlin, Amsterdam, Bern, Frankfurt am Main, Boston und Bilbao ausgestellt.
1999 stellte Roloff seinen ersten Dokumentarfilm, Seeds, fertig. Für den Film recherchierte er die Geschichte einer 22-jährigen Amerikanerin, die 1981 in der Isolationszelle des Frauengefängnisses von West Virginia Selbstmord begangen hatte. Den entstandenen Film kombinierte er mit der Installation Pence Springs Resort, einer lebensgroßen, dreidimensionalen fotografischen Rekonstruktion der Isolationszelle. 1995 wurde das Projekt, für das er ein er Art Matters Grant erhielt, im Threadwaxing Space in New York gezeigt.
Zwischen 1998 und 2002 interviewte Roloff zwei Dutzend Zeitzeugen oder Nachkommen der Widerstandsbewegung Rote Kapelle, zu der auch sein Vater Helmut Roloff gehörte. Der mit einer Jerome Foundation Grant des New York City Media Arts Programs geförderte und vom ZDF Das kleine Fernsehspiel produzierte Film, der daraus entstand, hatte in der Gedenkstätte Deutscher Widerstand seine Uraufführung. 2005 wurde der Film nach Aufführungen in New York von den US Women Critics als bester ausländischer Film nominiert. Seit 2015 wird „Die Rote Kapelle“ auf Initiative von Stefan Roloff, Gustin Reichbach und Ellen Meyers in der permanenten Ausstellung des United States Holocaust Memorial Museum gezeigt. Zusätzlich sind Roloffs Quelleninterviews mit Angehörigen der Roten Kapelle auf der Website des Museums einsehbar.
Seit 2008 hat Stefan Roloff zusammen mit Carola Stabe 60 Interviews mit ehemaligen DDR-Bürgern gemacht, die von der Stasi verfolgt wurden. In Potsdam sind zwei DDR-bezogene Videoinstallationen von ihm permanent installiert: „Lindenhotel“ in der Gedenkstätte Lindenstr. 54 zeigt vier an die Wänder ihrer ehemaligen Zellen projizierte Silhouetten Interviews mit früheren Gefangenen der Stasi. „Das Leben im Todesstreifen“ ist in der Villa Schöningen installiert.
Roloff arbeitet außerdem mit dem Rock-Musiker Martin Rev an einem audiovisuellen live concept, das auf Roloffs Bildern und Revs Music basiert.

## Ausstellungen (Auswahl)
- Zeitzeugnisse, Gedenkstätte Deutscher Widerstand, Berlin (2022)
- Kunst ist Plagiat oder Revolution, Kunsthalle Brennabor, Germany (2020)
- Parallel Worlds, Videoinstallation, 1014 Fifth Av, NY NY (2019)
- Big Fire, audiovisuelle Performance mit Andrew Cyrille, Roulette, Brooklyn NY (2019)
- Life in the Death Zone, permanent video installation, Zeitgeschichtliches Forum, Leipzig, Germany (2018)
- Life in the Death Zone, permanent video installation, Zeitgeschichtliches Forum, Leipzig, Germany (2018)
- Beyond the Wall, Westside Gallery Berlin, Germany (2017)
- Flight, Westwendischer Kunstverein Gartow, Germany (2017)
- The Kindness of Strangers, Summerhall, Edinburgh, UK (2014)
- Lindenhotel, permanente Videoinstallation, Lindenstrasse 54, Potsdam (2013)
- Chairing The Meeting. Kunsthalle Brennabor, Brandenburg an der Havel (2014)[6]
- Das Leben im Todesstreifen, permanente Videoinstallation, Villa Schöningen, Potsdam
- XVII Rohkunstbau, Schloss Marquardt (2010)
- Layers, Galerie Deschler, Berlin, Deutschland (2009)
- Stefan Roloff, Pierogi Leipzig, Leipzig, Deutschland (2008)
- Prinz Albrecht Str. 8, Altes Rathaus, Potsdam, Deutschland (2007)
- Eins Plus Eins, SPI Potsdam, Potsdam, Deutschland (2005)
- Altered States, Kunsthalle Osnabrück, Deutschland (2004)
- So Into You, Galerie Deschler, Berlin, Deutschland (2003)
- When 6 Is 9, Deutsch Amerikanisches Institut in Saarbrücken, Tübingen, Nürnberg, Deutschland (2001/2002)
- When 6 Is 9, Galerie Deschler, Berlin, Deutschland (1999)
- Pence Springs Resort, Thread Waxing Space, NYC, USA (1995)
- Our Daily Planet, Casa de Cultura Basauri, Bilbao, Spanien (1992)
- Stefan Roloff. 1982–1992, The Seed Hall, Tokyo, Japan (1992)
- Niveles, Palau Solleric, Palma de Mallorca, Spanien (1991)
- Methamorphosis, Casa de Cultura Laura Alvim, Rio de Janeiro, Brasilien (1990)
- Still Life and Methamorphosis, Evan Janis Fine Art, NYC, USA (1990)
- Photomorphosis, Montgomery College, Maryland, USA (1990)
- Moving Painting, Centre Pompidou, Paris, Frankreich (1989)
- Paper Murals, Fashion Moda, NYC, USA (1983)
- Gedankengut in Öl und Gummi, Schloss Gartow, Gartow, Deutschland (1982)

## Video Compilations
- 2004: Play – Peter Gabriel
- 1992: US – Peter Gabriel
- 1990: Black Box – Suicide

## Filmografie
- 2015 Double Trouble, Ellen Meyers and When 6 is 9 Productions
- 2014 Wissen Sie, wo Ihre Schwedischen Fleischbällchen her kommen? When 6 is 9 Productions
- 2012 Twin Sister, Friend of Khayyam – When 6 is 9 Productions
- 2007 Memory Breakdown – When 6 is 9 Productions, Musik: Martin Rev
- 2004 Die Rote Kapelle – ZDF, When 6 is 9 Productions, Hybrid Films, Musik: Martin Rev
- 1999 Cabezera Raquel – Hervè Hachuel
- 1999 Seeds – Audra Allen, Stefan Roloff, Musik: Peter Gordon
- 1997 Mirage – When 6 is 9 Productions, WW Productions, Musik: Martin Rev
- 1997 Liquid – When 6 is 9 Productions, WW Productions, Musik: Martin Rev
- 1995 The Year of the Stone – Audra Allen, Stefan Roloff
- 1993 Meditation in the Roaring Twenties – Eva Müller, When 6 is 9 Productions
- 1992 What's Going on? – Stageways Productions, Musik: Martin Rev
- 1992 The Visit – REBO High Definition Studio, Stefan Roloff, Musik: Martin Rev
- 1989 Dominic Christ – Video zur Suicide LD „A Way of Life“, When 6 is 9 Productions
- 1989 Surrender – Video zur Suicide LP „A Way of Life“, When 6 is 9 Productions
- 1989 ZAAR – Video der Peter Gabriel LP „Passion“
- 1989 Fireball – Stefan Roloff, Eric Spiegel, Musik: Jim O’Rourke
- 1989 Still Life – When 6 is 9 Productions, Eric Spiegel, Musik: Martin Rev
- 1987 Lunch – When 6 is 9 Productions, Eric Spiegel
- 1987 Leben und Tod von Ludwig van Beethoven – When 6 is 9 Productions, Musik: Joe Robiller
- 1987 The Room Mate, When 6 is 9 Productions, Musik: Walter Steding
- 1985 Big Fire – NYIT, Stefan Roloff, Musik: Andrew Cyrille
- 1984 The Face – NYIT, Peter Gabriel, Stefan Roloff
- 1980 Fopo Fever, Musik: Anja Kiessling, Leo Lehr, Kurt Herkenberg
- 1978  Die Dicke, Musik: Joe Robiller, Anja Kiessling, Leo Lehr

## Kataloge, Veröffentlichungen
- Zeitzeugnisse, Gedenkstätte Deutscher Widerstand, Berlin (2022)
- Beyond the Wall, Kunst darf alles e. V. Berlin, Germany (2017)
- Flight, Westwendischer Kunstverein Gartow, Germany (2017)
- Linden Hotel. Potsdam Museum und Fördergemeinschaft Lindenstrasse 54. 2010.
- Stefan Roloff. Videos 1978–2008, Galerie Deschler, Berlin 2008, ISBN 978-3-00-026885-4.
- XVII Rohkunstbau. Berlin 2010, ISBN 978-3-89930-306-3.
- Veränderte Zustände/Altered States. Rasch Verlag, Bramsche 2004, ISBN 3-89946-019-7.
- Rote Kapelle.  Die Widerstandsgruppe im Dritten Reich und die Geschichte Helmut Roloffs. Econ Ullstein List Verlag, München 2002, ISBN 3-550-07543-X.
- Die Katakombengesellschaft. Satzweiss.com, 2011, ISBN 978-3-8450-0515-7.
- When 6 Is 9. Galerie Deschler, Berlin 2001.
- Volume Three. Pierogi Press, New York 1999[7]
- Transsexual Exprès. Bilboarte, Bilbao 1998.
- Pence Springs Resort. Thread Waxing Space, New York 1995.
- Nuestro Planeta Cotidiano. Casa de Cultura Basauri, Bilbao 1992.
- Stefan Roloff, Works, 1982-92. The Seed Hall, Tokyo 1992.
- Atlas. Art Gallery of Hamilton, Canada 1990.
- The Photography of Invention. National Museum of American  Art, Washington DC 1989.
- Dritte Videonale. Kunstmuseum Bonn, Bonn 1988.
- The Second Emerging Expression Biennial. Bronx Museum, New York 1988.
- Stefan Roloff. Ausstellungen Schinckestraße, Berlin 1987.
- Digital Visions. Everson Museum, New York 1987.
- Zweite Videonale. Kunstmuseum Bonn, Bonn 1986.
- Stefan Roloff. Art Palace, New York 1984.
- Internationales Plastik Symposium. Städtisches Museum Lindau, Lindau 1983.
- Dimensionen des Plastischen. Staatliche Kunsthalle, Berlin 1981.
- Gedankengut in Öl und Gummi. Schloß Gartow, Gartow 1981.

## Auszeichnungen
- F. F. A. Drehbuchförderung (2015)
- MEDIA Produktionsvorbereitung (2008)
- Massachusetts Foundation for the Humanities Stipendium (2007)
- B. K. M. Stipendium, Berlin (2006)
- Jerome Foundation, New York City Media Arts Grant (2002)
- Art Matters Grant (1995)
- Fellowship, New York Foundation for the Arts (1989)

## Trivia
- Stefan Roloff hat 1972 auf dem U-Bahnhof Oskar Helene Heim OTTO BUFONTO, Berlins erstes graffiti tag, geschaffen.[8]